# Niccolò Filippo Brancaleoni
Pour les articles homonymes, voir Brancaleoni.
Niccolò Filippo Brancaleoni (ca 1335-1394) est un aristocrate italien du XIVe siècle.

## Biographie
Fils aîné de Brancaleone, il naît vers 1335 et est le frère de Pier Francesco et de Gentile. En 1355, en compensation des services rendus par son père dans la campagne contre les préfets de Vico, le cardinal Egidio Albornoz lui accorde le vicariat de Massa Trabaria
Il mourut peu de temps après, en 1394. Dans la bulle papale qui confirme le vicariat de Massa Trabaria à Pier Francesco, Gentile et Galeazzo Brancaleoni le 30 avril 1395, il est décrit comme « quondam ».